# George P. Shultz
George Pratt Shultz (13. prosince 1920 New York – 6. února 2021 Stanford) byl americký ekonom, diplomat, politik a podnikatel. Působil ve funkci ministra práce (1969–1970), ředitele úřadu OMB (1970–1972) a ministra financí (1970–1974) v administrativě Richarda Nixona, pod prezidentem Ronaldem Reaganem sloužil coby ministr zahraničí (1982–1989). Spolu s Elliotem Richardsonem patří k politikům, kteří byli součástí čtyř vlád.
Před vstupem do politiky byl profesor přednášející ekonomiku na MIT a Chicagské univerzitě. V roce 2013 obdržel pamětní stříbrnou medaili Jana Masaryka jako uznání za svou roli při ukončení studené války.